# توره گلوریس
توره گلوریس (انگلیسی: Torre Glòries) که پیشتر با نام توره اگبر (به اسپانیایی: Torre Agbar) شناخته می‌شد آسمان‌خراشی ۳۸ طبقه در منطقهٔ فناوری جدید بارسلون در کاتالونیای اسپانیا است. معمار این برج معمار فرانسوی ژان نوول است و سازندهٔ آن گروپو آسی‌اس است. زیربنای کلی آن ۵۰٬۶۹۳ متر مربع است. هزینهٔ ساخت آن ۱۳۰ میلیون یورو بوده‌است. این بنا که به شکل رسمی در ۱۶ سپتامبر ۲۰۰۵ به دست خوآن کارلوس اول اسپانیا افتتاح شد یکی از نمونه‌های شاخص معماری های-تک در اسپانیا است.